# Assembleia Legislativa do Estado de Sergipe
A Assembleia Legislativa do Estado de Sergipe é o órgão de poder legislativo do estado de Sergipe, exercido através dos deputados estaduais.

## História
Após a consolidação da província de Sergipe em 24 de outubro de 1824, foi constituído um Conselho de Governo, subordinado ao Presidente da província. Os Conselhos funcionaram até 1834, quando através da lei n.º 16, de 12 de agosto de 1834, foram substituídos pelas Assembleias Legislativas Provinciais.
A primeira Assembleia Provincial foi instalada em 1835, tendo como Presidente o Cônego Antônio Fernandes da Silveira sendo reeleito até 1841.
Sua sede se localiza no Palácio Governador João Alves Filho, na capital sergipana.

## Mesa Diretora
A atual composição da Mesa da Assembleia Legislativa de Sergipe é a seguinte:
| Cargo           | Nome               | Partido      |
| --------------- | ------------------ | ------------ |
| Presidente      | Jeferson Andrade   | PSD          |
| Vice-Presidente | Garibalde Mendonça | PDT          |
| 1° Secretário   | Luciano Bispo      | PSD          |
| 2° Secretário   | Marcelo Sobral     | UNIÃO        |
| 3° Secretário   | Carminha Paiva     | Republicanos |
| 4° Secretário   | Paulo Jr.          | FE BRASIL    |

## Composição
Possui atualmente 24 deputados, que exercem mandatos entre 2023 e 2027.

### Bancadas
| Partido      | Deputados |
| ------------ | --------- |
| PSD          | 5         |
| UNIÃO        | 4         |
| Republicanos | 3         |
| FE BRASIL    | 3         |
| PL           | 3         |
| PP           | 2         |
| Cidadania    | 2         |
| PDT          | 1         |
| PSOL         | 1         |